# Čyhyrynská jaderná elektrárna
Čyhyrynská jaderná elektrárna (ukrajinsky Чигиринська АЕС) je nedokončená jaderná elektrárna na Ukrajině. Nachází se východně od Čyhyrynu, na břehu přehrady Kremenčuk u obce Vitove v Čerkaské oblasti. Pokud by byla elektrárna dokončena, disponovala by dvěma, později až čtyřmi reaktory VVER-1000/320 o celkovém hrubém výkonu až 4000 MW.

## Historie a technické informace

### Počátky
Původně na místě plánované jaderné elektrárny měla vyrůst elektrárna na fosilní paliva o výkonu asi 4,8 GW. Plán na výstavbu Čyhyrynské tepelné elektrárny byl schválen Komunistickou stranou v roce 1970. Součástí plánu také bylo vybudovat moderní město pro pracovníky elektrárny a jejich rodiny. V roce 1981 však byla plánovaná stavba pro mnohých změnách v projektu zrušena.

### Jaderná elektrárna
V roce 1982 vypracovala kyjevská pobočka Ústavu Atomteploelektroprojekt technicko-ekonomický závěr výstavby jaderné elektrárny u Čyhyrynu a v roce 1983 tento závěr schválilo Ministerstvo energetiky SSSR a bylo rozhodnuto o tzv. na břehu řeky Dněpr postavit jadernou elektrárnu.
Podle rozhodnutí ÚV KSSS a Rady ministrů SSSR ze dne 21. září 1984 „O dodatečných opatřeních k zajištění urychleného rozvoje jaderné energetiky“ se počítalo s výstavbou jaderné elektrárny v Čyhyrynu s kapacitou až 4000 MW. Rozkaz Ministerstva energetiky SSSR č. 539 ze dne 23. srpna 1985.
V elektrárně měly být postaveny 2 a později 4 reaktory VVER-1000/320, každý o hrubém výkonu 1000 MW. Do sítě měl každý z nich dodávat asi 950 MW.
Stavební práce probíhaly až do roku 1989, kdy bylo pod tlakem veřejnosti po havárii v Černobylu rozhodnuto o zastavení stavby. Bylo tak stanoveno usnesením Rady ministrů SSSR ze dne 19. května 1989 „O ukončení výstavby JE Čyhyryn“.
Nyní jsou z komplexu nedostavěné jaderné elektrárny spolu s městem energetiků Orbita opuštěné ruiny. Zachovány byly prázdné 9patrové obytné budovy, administrativní budovy, obchody a další infrastruktura.

### Obnova
V roce 2005, 5. srpna, ministr paliva a energetiky Ukrajiny Ivan Plachkov oficiálně oznámil možnost obnovení výstavby JE Čyhyryn. Ale do roku 2010 k žádné obnově stavby nedošlo. Do roku 2011 bylo území kotelny nedokončené jaderné elektrárny chráněno společností Čerkasyoblenerho. V roce 2011 bylo odstraněno zabezpečení a byly zdemolovány všechny pozůstatky, pouze komín kotelny zůstal nedotčen.
Dne 16. května 2022 generální ředitel Energoatomu Petro Kotin oznámil, že byla podepsána smlouva se společností Westinghouse na výstavbu reaktorů AP1000 na Ukrajině. V jaderné elektrárně Chmelnyckyj budou postaveny dva reaktory, přičemž lokalita Čyhyryn bude volná pro výstavbu dalších dvou reaktorů. Stavba by měla začít po skončení ruské invaze na Ukrajinu.
V srpnu 2024 městská rada města Čyhyryn předala Energoatomu 38,15 hektarů půdy pro budoucí jadernou elektrárnu. Informovala o tom tisková služba Energoatomu.

## Informace o reaktorech
| Reaktor   | Typ reaktoru  | Výkon  | Výkon   | Zahájení výstavby            | Připojení k síti             | Uvedení do provozu           | Uzavření |
| Reaktor   | Typ reaktoru  | Čistý  | Hrubý   | Zahájení výstavby            | Připojení k síti             | Uvedení do provozu           | Uzavření |
| --------- | ------------- | ------ | ------- | ---------------------------- | ---------------------------- | ---------------------------- | -------- |
| Čyhyryn-1 | VVER-1000/320 | 950 MW | 1000 MW | Výstavba zrušena v roce 1989 | Výstavba zrušena v roce 1989 | Výstavba zrušena v roce 1989 |          |
| Čyhyryn-2 | VVER-1000/320 | 950 MW | 1000 MW | Výstavba zrušena v roce 1989 | Výstavba zrušena v roce 1989 | Výstavba zrušena v roce 1989 |          |